# Osmia cordata
Osmia cordata là một loài Hymenoptera trong họ Megachilidae. Loài này được Robertson mô tả khoa học năm 1902.